# Kaymak

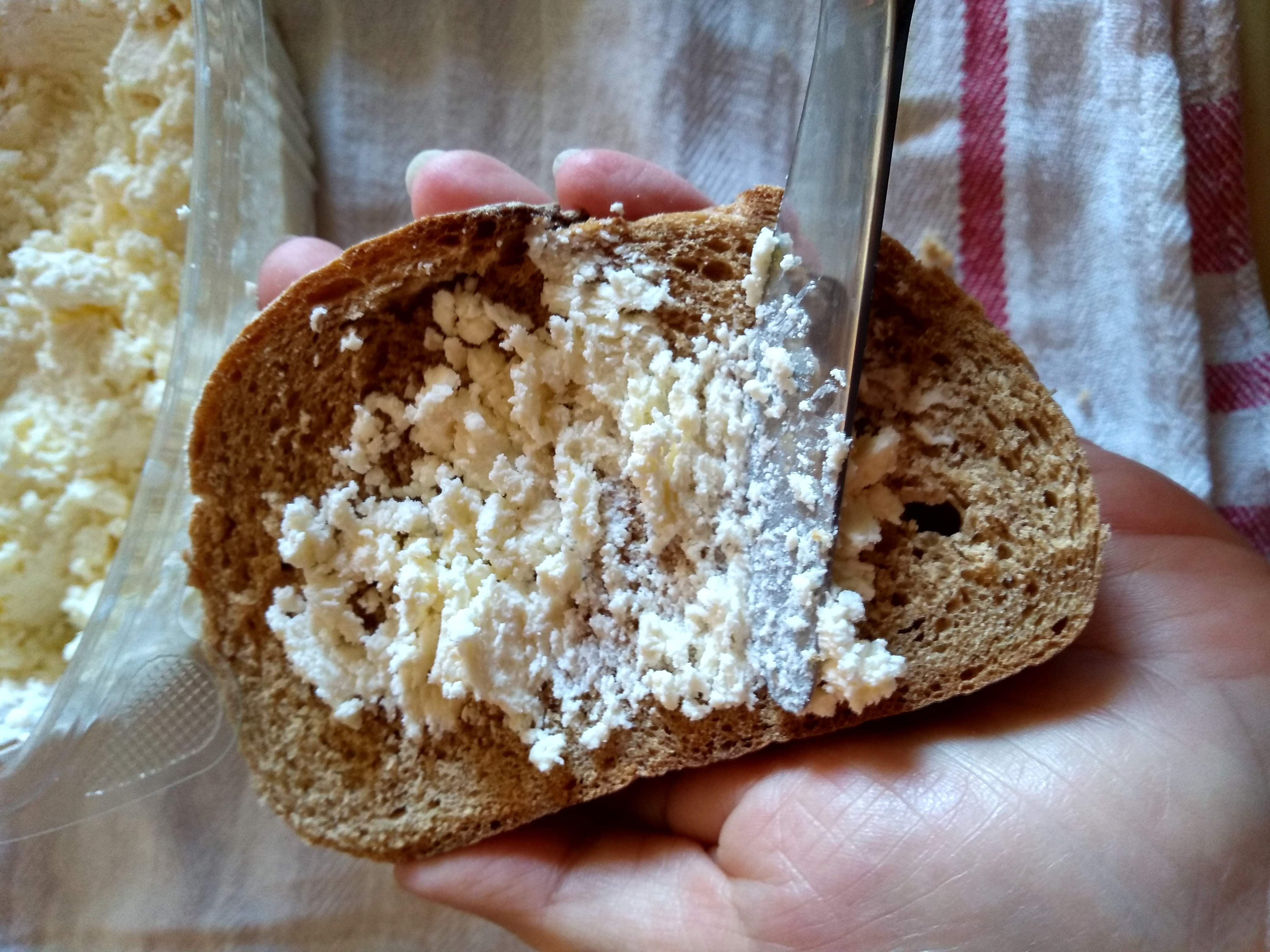
Kaymak aus Montenegro

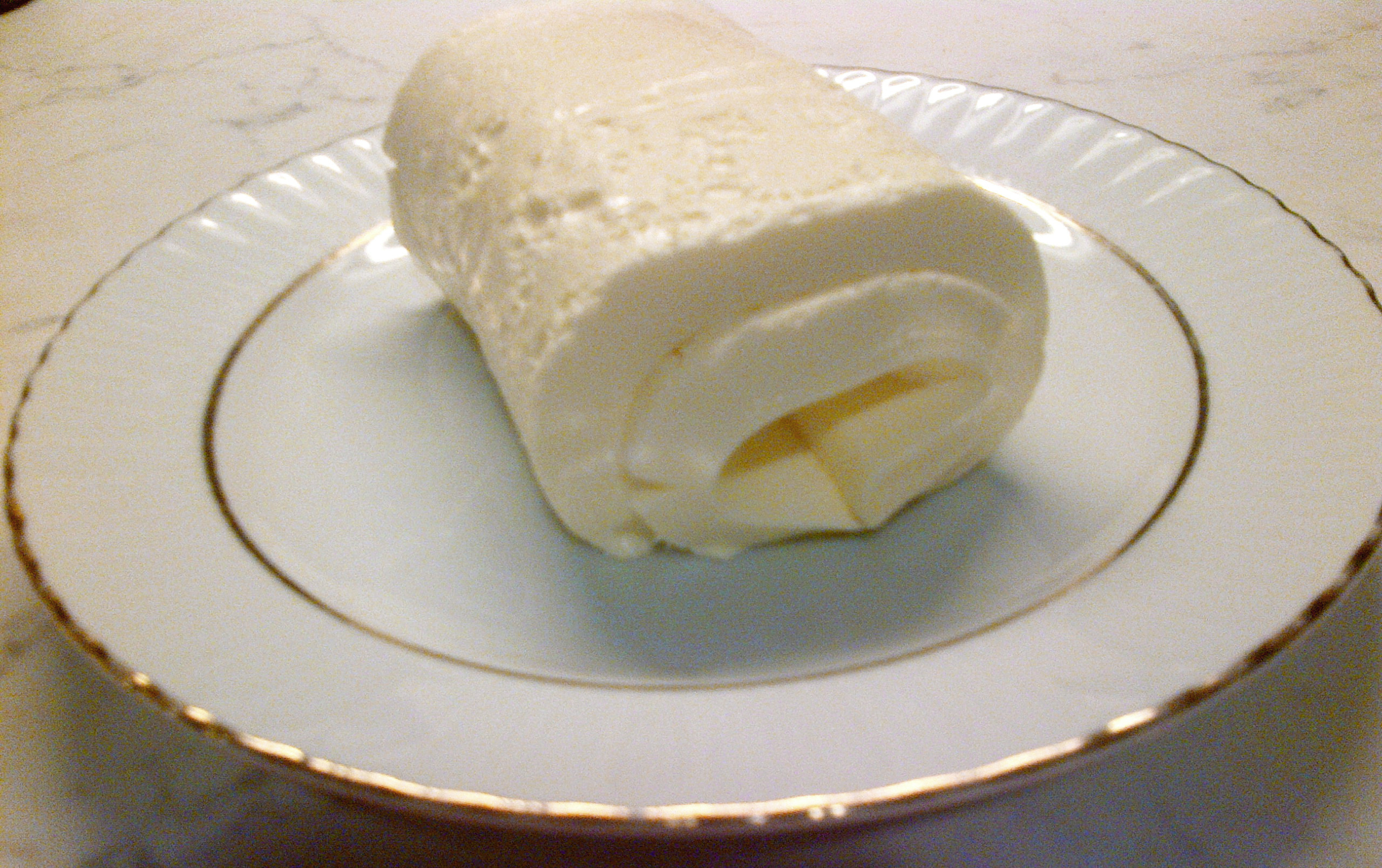
Kaymak der Türkei

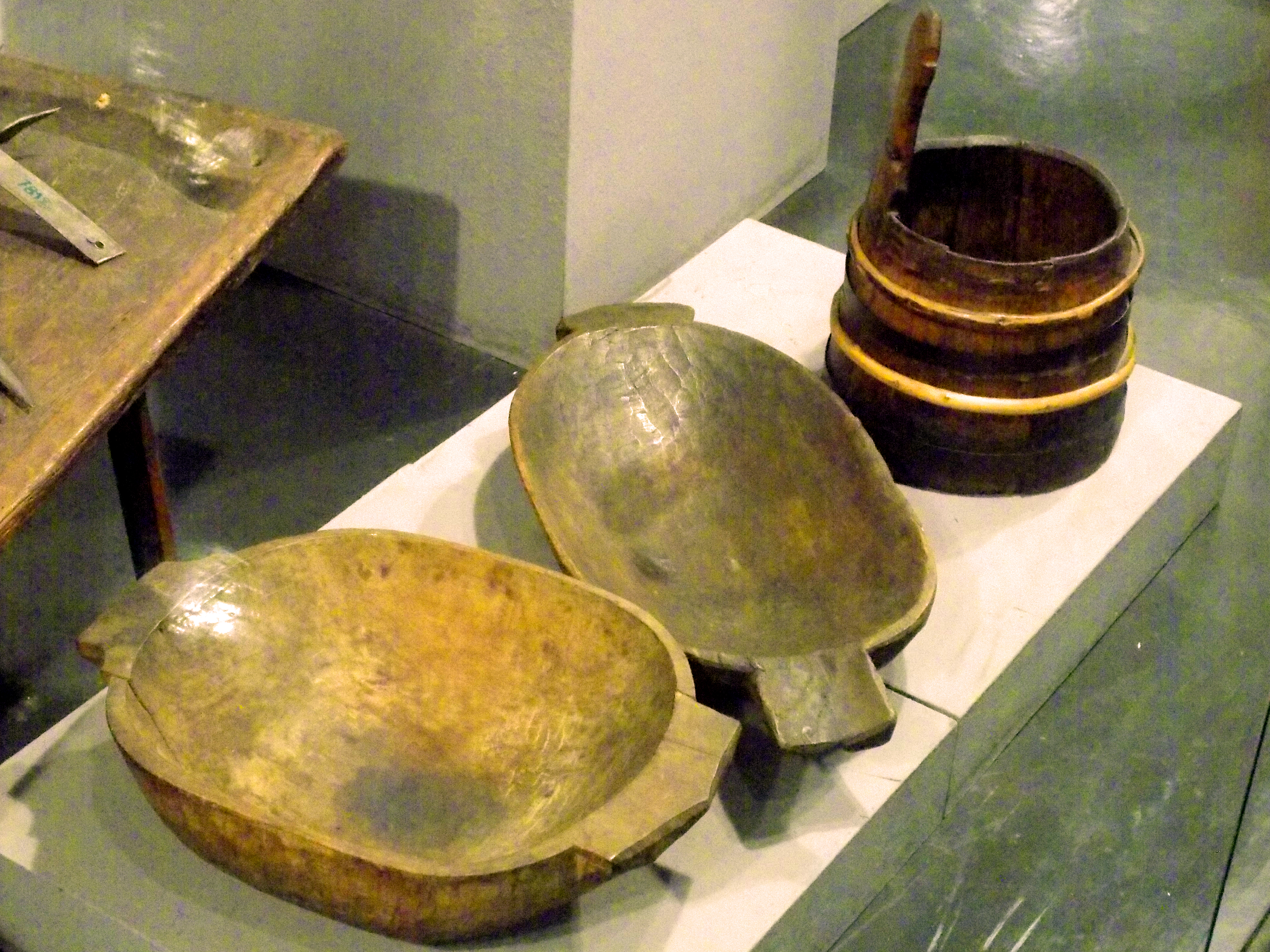
Traditionelle Töpfe zur Herstellung von Kaymak auf dem Balkan

Kaymak oder Kajmak (bulgarisch und russisch Каймак, türkisch kaymak) ist ein Milchprodukt aus Kuhmilch, Büffelmilch, Schafmilch oder Ziegenmilch; Kuhmilch wird dabei im heutigen Bulgarien und Serbien bevorzugt verwendet, hingegen Büffelmilch oder Schafmilch in der Türkei und anderen östlichen Ländern. Die Milch wird nach dem Melken für mehrere Stunden erhitzt. Die beim Erhitzen entstehende Oberschicht aus Rahm wird dann in mehreren Schritten abgeschöpft.
Es handelt sich im eigentlichen Sinn um Schichtsahne. Sie wird kühl gelagert als Imbiss oder Beilage verwendet, sowohl für Süßigkeiten wie Baklava als auch für deftige Gerichte wie Ćevapčići. Auf Märkten kann man handwerklich hergestellten Kaymak kaufen, er wird aber auch industriell hergestellt und abgepackt. Clotted Cream ist ein ähnliches Produkt aus England. Englische Reisende wie auch ein Leserbrief in einem englischen wissenschaftlichen Magazin aus dem Jahr 1869 wiesen bereits im neunzehnten Jahrhundert auf die Übereinstimmung von Kaymak mit clotted cream hin.
Der Begriff kommt aus dem Alttürkischen und bedeutet ‚auf der Oberfläche von erhitzter Milch schwimmende fettreiche Substanz‘. In heutigem Türkisch bedeutet Kaymak wortwörtlich gleiten und rutschen. Im Griechischen bezeichnet das Fremdwort Kaïmaki einerseits die Schichtsahne, aber auch Milchschaum im Allgemeinen. Ebenso im Bulgarischen, wo Kajmak heute sowohl Schichtsahne oder Rahm als auch den Schaum bezeichnet, der sich bei der Zubereitung etwa von Kaffee oder Cappuccino bildet. Im übertragenen Sinn kann Kaymak generell auch „den besten Teil“ von etwas oder „das Sahnehäubchen“ bezeichnen (siehe das Zitat von Karl Koch in „Zeugnisse aus Reiseberichten“).
Kaymak wird sowohl in der Küche der Türkei und in einigen Nationalküchen des Balkans als auch in verschiedenen Ländern des Orients und des Nahen Ostens verwendet.

## Zeugnisse aus Reiseberichten
1. Der deutsche Schriftsteller Christian August Fischer (1771–1829) hielt sich wohl noch vor 1800 in Konstantinopel auf. Im Jahr 1824 erschien sein Memoirenband Hyacinthen in meinem Kerker gezogen, der unter dem Titel „Der Epicuräer zu Constantinopel“ ein Kapitel einem Türkeiaufenthalt widmet. Darin findet sich eine ausführliche Beschreibung des Kaymaks: „Kaimack bedeutet soviel als Rahmhaut. Man läßt nämlich die Milch sieden und nimmt von Zeit zu Zeit die sich bildende, dicke Fetthaut ab. Diese ordnet man denn in Schichten, bestreut jede derselben stark mit Zucker, preßt sie dann in feine, weiß glasirte Töpfe und versendet sie so. Der beste Kaimak kommt von Scutari; es ist aber ein sehr schwerverdauliches Gericht.“[5]
2. Der Diplomat William Turner (1792–1867), der seit 1811 an der britischen Botschaft in Konstantinopel tätig war, unternahm im Jahr 1815 eine ausgedehnte Reise durch Palästina, Ägypten und Griechenland. Über diese Reise verfasste er nach seiner Rückkehr nach Großbritannien (1816) eine dreibändige Reisebeschreibung, die 1820 in London veröffentlicht wurde. Im zweiten Band dieser Reisebeschreibung finden wir eine kurze Notiz zum Kaymak, geschrieben in Akko und datiert auf den 9. April 1815: “Milk, I am delighted to find, abounds in Acre, even that of cows (for the milk of goats is most common in Syria), so that I am revelling in Yaourt and Kaimac: the latter is a preparation of coagulated milk, not unlike our Devonshire clotted cream.” (deutsch: „Mit Freude stelle ich fest, dass Milch in Akko im Überfluss zu haben ist, sogar Kuhmilch (denn sonst ist Ziegenmilch am häufigsten in Syrien), so dass ich mich schwelgend an Joghurt und Kaymak gütlich tue; letzterer ist eine Zubereitung aus geronnener Milch, nicht unähnlich unserem Streichrahm (clotted cream) aus Devonshire.“)[6]
3. Karl Ludwig Freiherr von Stürmer (1792–1853)[7] hielt sich 1816 während einer Reise nach Konstantinopel im bulgarischen Ajtos (damals Teil des Osmanischen Reichs) auf. Dort wurde ihm in einer Schenke eine Eierspeise vorgesetzt, die er wie folgt beschreibt: „Es wurde eine Reissuppe aufgetragen; hierauf eine Eyerspeise, die ich so vortrefflich fand, daß ich glaubte die Ursache hievon könne nicht bloß subjektiv in meinem Heißhunger, sondern müsse auch objektiv in einer besonderen Zubereitungsart gegründet seyn. Ich erkundigte mich darnach; man gab mir zur Antwort, daß man statt der Butter, wie es sonst zu geschehen pflegt, Kaimac dazu genommen habe. Dieß ist eine durch langes Kochen – ich glaube von 20 Stunden – so verdichtete Milch, daß sie sich schneiden läßt. Man genießt sie auch sonst mit Zucker und andern Ingredienzien.“[8]
4. Die englische Dichterin und Reisende Julia Pardoe (aus Yorkshire, 1806–1862) befand sich 1836 in Konstantinopel und berichtete später, dass auf dem dortigen „Confectmarkt“ Kaymak verkauft werde. In ihrem Buch Ansichten des Bosphorus und Constantinopel's (engl. Originalausgabe: The Beauties of the Bosphorus, 1839) schreibt Pardoe, es handle sich bei „Kaimac“ um „geronnene Milch“, und stellt fest, dass es „im üppigen Oriente“ kaum „eine feinere Speise“ gebe. Sodann sagt sie: „Ihr Name Kaimac bedeutet in der Türkischen Sprache ‚die höchste Vortrefflichkeit‘, und zeigt, wie sehr man hier diese Leckerei liebt. Es ist ein Vergnügen zu sehen, wie sich die Leute nach dem Tisch drängen, auf welchem sie ganz frisch zum Verkauf ausgestellt wird.“[9]
5. Im ersten Band der Wanderungen im Oriente (Weimar 1846) berichtet der deutsche Naturforscher Karl H. Koch über seinen Aufenthalt in Konstantinopel im Jahr 1843. Dort beschreibt er unter anderem den Usus des Rauchens der Rohr- oder Langpfeife. In diesem Zusammenhang erklärt er eine besondere Bedeutung des Wortes Kaymak: „Sobald die obere Partie des Tabaks, die der Türke ‚Sahne‘ (Kaimak) nennt, verraucht ist, legt der Vornehme die Pfeife ruhig zur Seite und läßt sich eine andere bringen oder die seinige von Neuem mit Tabak füllen.“[10] Hier treffen wir also auf den metaphorischen Gebrauch des Wortes, das in diesem Fall „den besten Teil“ oder „das Sahnehäubchen“ von etwas bezeichnet.
6. Der russische Reisende M. Kittara hielt sich im Juli 1846 in einem Kirgisenlager auf. Sein diesbezüglicher Bericht, der auf Deutsch zuerst im Jahr 1850 unter dem Titel Ein kirgisischer Tui erschienen ist und später noch in anderen Veröffentlichungen abgedruckt wurde, enthält folgenden Passus: „Der Thee wurde, wie gewöhnlich, sehr verdünnt und dann auf einem alten Präsentirteller gestellt […] Zwei von den Tassen waren mit kupfernen Theelöffeln versehen, deren gebogene Form, trübes Aussehen und schwarze und gelbe Flecke von langer, unreinlicher Benutzung zeugten, in die beiden anderen Tassen aber waren, da es an Löffeln fehlte, als Surrogat frisch aus Holz geschnittene Schaufelchen gelegt. Ausserdem standen auf dem Präsentirteller eine mäßig große Schüssel mit kleingestoßenem Zucker und ein mächtiges Gefäß voll  K a i m a k . Diesen Namen führt eine Speise, die bei den Kirgisen für einen Hauptleckerbissen gilt und aus gekochter Sahne besteht, die durch langes Sieden äußerst dick, beinah butterartig geworden ist und sich mit einer während des Kochens gebildeten Haut überzogen hat. Der Kaimak ist sehr schmackhaft aber so fett, daß es besser wäre ihn als eigene Speise und nicht als Zugabe zum Thee zu gebrauchen.“[11][12][13]
7. Im dritten Band seines 1851 erschienenen Reisewerks erwähnt der englische Kleriker Henry Christmas (1811–1868) auch Kaymak, und zwar im Kapitel über türkische Desserts und Süßigkeiten. Dort heißt es: “One favourite dish is composed of milk thickened and sweetened, with some aromatic flavouring, and small pieces of the breasts or wings of chickens imbedded in it; this is seen filling innumerable small pans on the shopboard of the capital, alternating with a sort of pancake made of flour and honey, which is eaten with "kaimac", or clotted cream; preparations of transparent sugar are sold by itinerant venders, whose trade is a profitable one.”[14]
8. Der französische Illustrator Théophile Deyrolle (1844–1923) bereiste im Jahr 1863 Georgien und Armenien im Auftrag der Pariser Société de Géographie. Seine detailreiche und vielbebilderte Reportage erschien ab dem Jahr 1869 in vielen Fortsetzungen in der französischen Zeitschrift Le Tour du Monde – Nouveau Journal des Voyages. Das Magazin Globus veröffentlichte davon eine deutsche Kurzfassung in mehreren Teilen, die unter dem Titel „In Türkisch-Armenien“ gedruckt wurde. Im dritten Teil der deutschen Fassung (1876) ist folgendes zu lesen: „Deyrolle's Nachtquartier in Tschewerme, einem Dorfe von 40 Häusern, war jedoch eines der besten, das er auf seiner ganzen Reise antraf […] Gleich bei seiner Ankunft bot man ihm ein treffliches Gericht Kaimak und herrlichen weißen Honig. Kaimak bildet neben dem Ya'urt oder der sauren Milch das Hauptnahrungsmittel der Leute in diesen viehreichen Gebirgen; es ist dicke, fette Sahne, welche übrigbleibt, wenn man eine tüchtige Portion Milch in einem kupfernen Gefäße einige Stunden lang lau erhält.“[15] In einem anderen, schon 1875 im Globus erschienenen Artikel, der ebenfalls auf dem Reisebericht Deyrolles fußt, wird Kaymak ebenfalls erwähnt: „Jenseits Gümüsch Chane sprach Deyrolle in einem hübschen Kloster vor […] Unterhalb der Kirche liegen die landwirthschaftlichen Gebäude; die Ziegen- und Schafherden geben treffliche Milch, aus welcher man Butter und Käse bereitet, dann auch Rahm, Kaïmack; deshalb wird solch ein Gehöft als Kaïmackli bezeichnet.“[16]